# Terminalhår

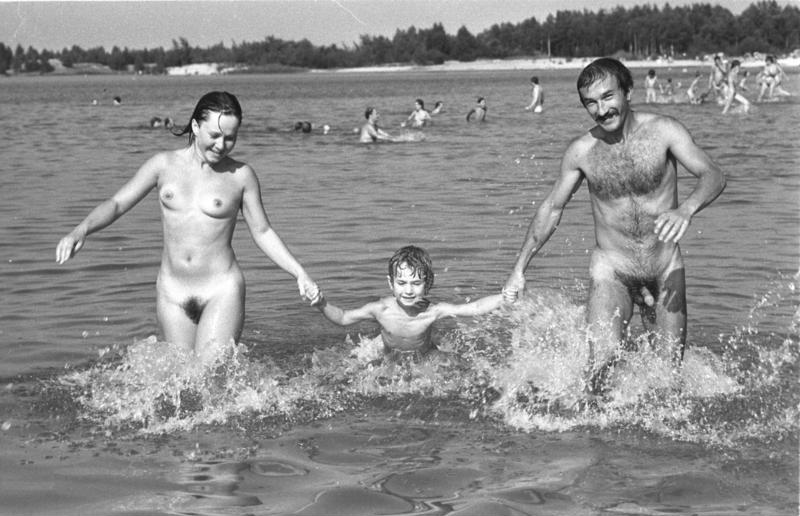
Även om mannens skägg är rakat så visar vellushåren tydligt skillnaden mellan kvinna, man och barn.

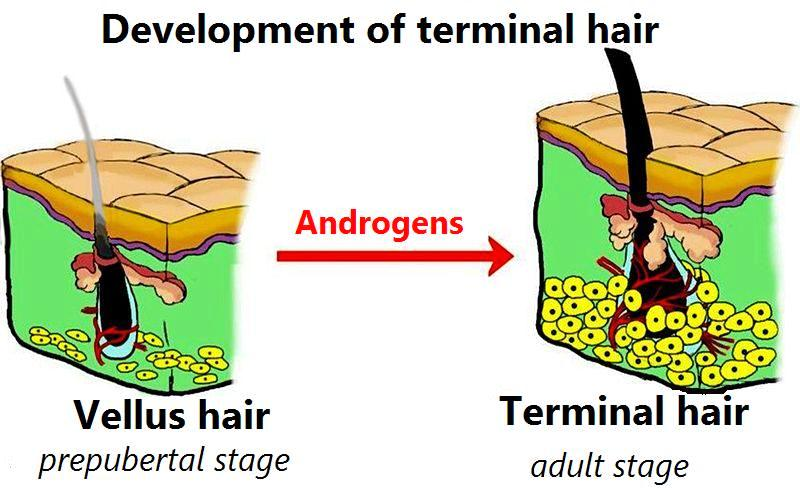
Jämförelse mellan vellushår och terminalhår hos människa. Observera närvaron av underhud vid terminalhår.

Terminalhår kallas även "långhår" och är tjockare, längre och mörkare än vellushår.
Terminalhår är det hår vi människor bär på huvudet, och männen även i ansiktet som skägg. Det kan till skillnad från den övriga behåringen bli ganska långt beroende på växtcykelns längd. Håret växer vanligtvis i 2–6 år innan det vilar men kan i sällsynta fall beroende på genetiskt arv växa i upp till 8–10 år och därmed ge ett ännu längre hår. Det finns olika typer av hårkvaliteter, bland annat glashår.
Under puberteten ökar nivåerna av androgener vilket gör att vellushår ersätts av terminalhår på vissa delar av människokroppen. Dessa olika kroppsdelar har olika känslighet för androgener (främst gruppen testosteroner). Könsområdet är särskilt känsligt för sådana hormoner, liksom armhålorna. Pubeshår och hår I armhålorna utvecklas hos bade män och kvinnor, på ett sätt som gör att man betecknar denna utbredning av hår som ett sekundärt könskaraktäristikum, trots att män även utvecklar terminalhår på fler områden på kroppen, exempelvis ansiktshår, brösthår, bukhår, ben- och armhår samt fothår. Kvinnor kan å andra sidan förväntas behålla mer av sitt vellushår.

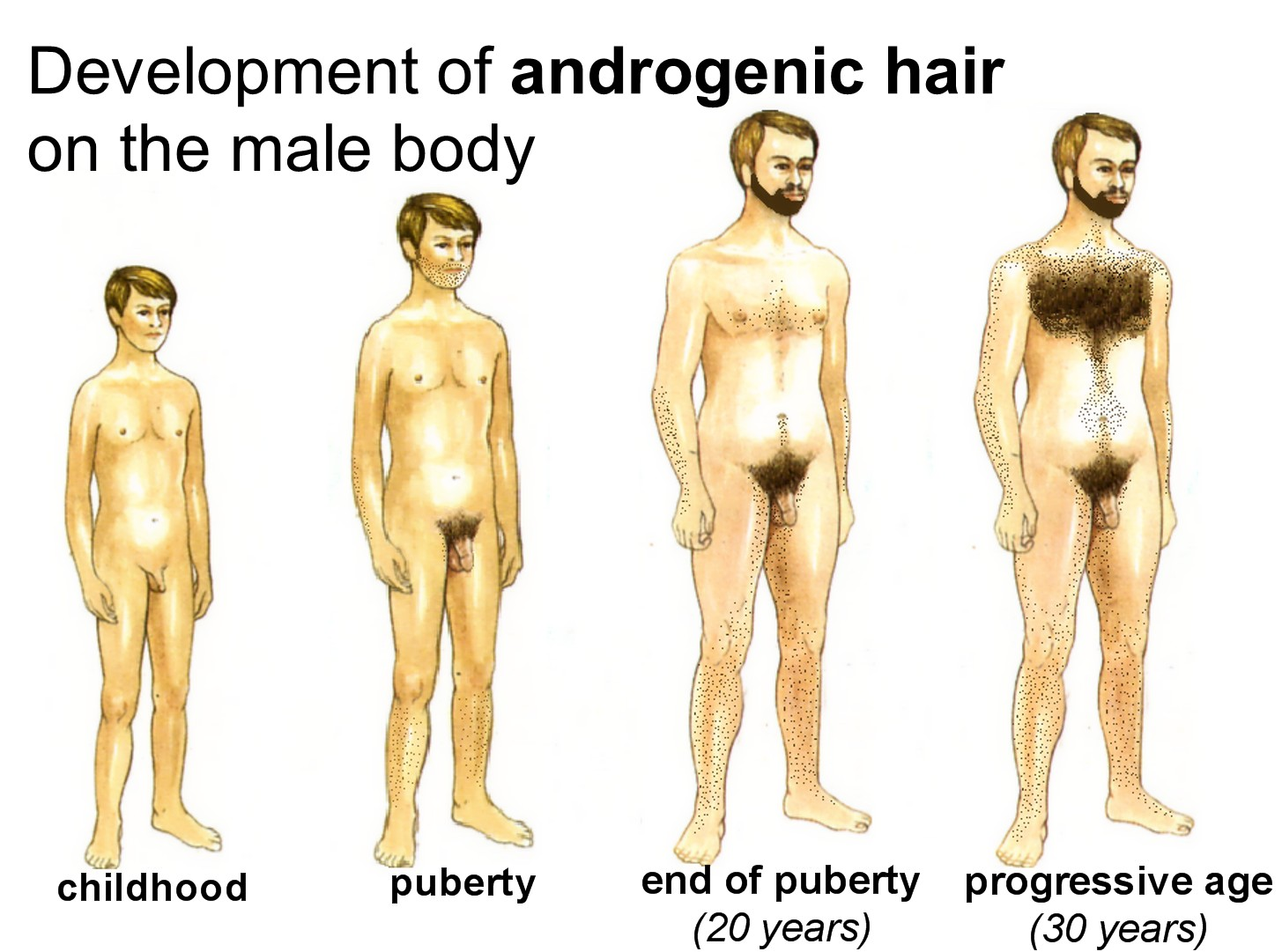
Terminalhårets utveckling med ålder hos män.
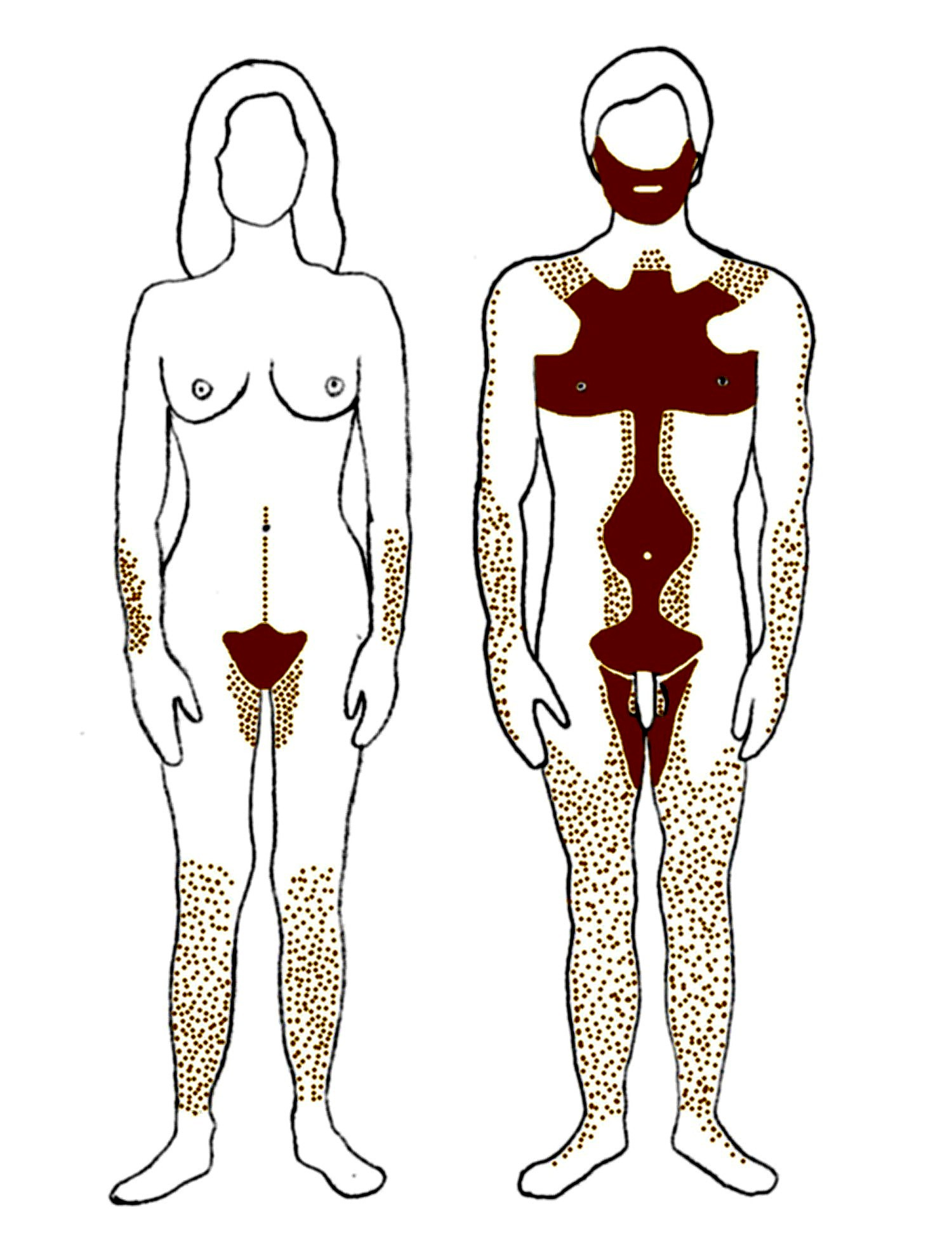
Terminalhårets utbredning på kroppen hos kvinna respektive man.